# Luciano Olguín
Luciano Esteban Olguín (Coronel Vidal, 9 marzo 1982) è un ex calciatore argentino, di ruolo attaccante.

## Carriera
Nel 2011, ha giocato sei partite nella fase a gironi della AFC Champions League con il Tianjin Teda.

## Palmarès

### Club

#### Competizioni nazionali
- Coppa della Cina: 1

Tianjin Teda: 2011